# Jamal Naji
Jamal Naji (arabiska: جمال ناجي), född 1 november 1954 i flyktinglägret Aqabat Jaber utanför Jeriko, död 6 maj 2018 i Amman, var en jordansk författare av palestinsk härkomst.
Naji började skriva 1975 och har publicerat ett flertal romaner. Han var ordförande för Jordaniens författarförbund 2001–2003 och nominerades 2010 till International Prize for Arabic Fiction, även kallat "arabiska Bookerpriset".